# Auchel
Auchel est une commune française située dans le département du Pas-de-Calais, en région Hauts-de-France. Ses habitants sont appelés les Auchellois. La commune est membre de la communauté d'agglomération de Béthune-Bruay, Artois-Lys Romane.
La commune d'Auchel (nom porté depuis 1801), située dans le centre-est du département du Pas-de-Calais, à 12 km, à vol d'oiseau, à l'ouest de la commune de Béthune, est une commune du bassin minier du Nord-Pas-de-Calais. C’est une commune de type centre urbain intermédiaire, appartenant à l’unité urbaine de Béthune, avec une population de 10 124 habitants au dernier recensement de 2022, elle a connu un pic de population en 1954 avec 14 828 habitants.
Depuis 2012, la valeur universelle et historique du bassin minier du Nord-Pas-de-Calais est reconnue et inscrite sur la liste du patrimoine mondial de l’UNESCO, parmi les 353 sites du bassin minier, trois sites inscrits se trouvent dans la commune. Sur le territoire communal se trouve deux monuments qui font l’objet d’une inscription au titre des monuments historiques : la goutte de lait et le monument aux morts. 

## Géographie

### Localisation
Localisée dans le centre-est du département du Pas-de-Calais, Auchel est une commune située, à vol d'oiseau, à 12 km à l'ouest de la commune de Béthune (chef-lieu d'arrondissement).
Le territoire de la commune est limitrophe de ceux de sept communes.
Les communes limitrophes sont Burbure, Cauchy-à-la-Tour, Lozinghem, Marles-les-Mines, Allouagne, Calonne-Ricouart et Ferfay.

### Géologie et relief
La superficie de la commune est de 6 km2 ; son altitude varie de 68  à   157 mètres.
La commune d'Auchel doit sa physionomie actuelle à l'activité minière et industrielle qui a eu cours lors des siècles derniers.
Du point de vue de la géographie physique, la commune se situe en Artois, sur un plateau. Lorsque l'on se déplace vers d'autres communes, le relief est différent : les communes au sud d'Auchel (Marles, Calonne) sont moins élevées alors que celle de Lozinghem à l'est est plus élevée (d'où le nom de la Cité « Mont de Lozinghem »).

### Hydrographie
Le territoire de la commune est situé dans le bassin Artois-Picardie.
La commune est drainée par trois cours d'eau :
- le courant de Burbure, d'une longueur de 13 km, qui prend sa source dans la commune de Floringhem et se jette dans l'Eclème au niveau de la commune de Busnes[4] ;
- le Burbure, d'une longueur de 3,68 km[5] ;
- et par un cours d'eau au toponyme hydrographique inconnu[6].

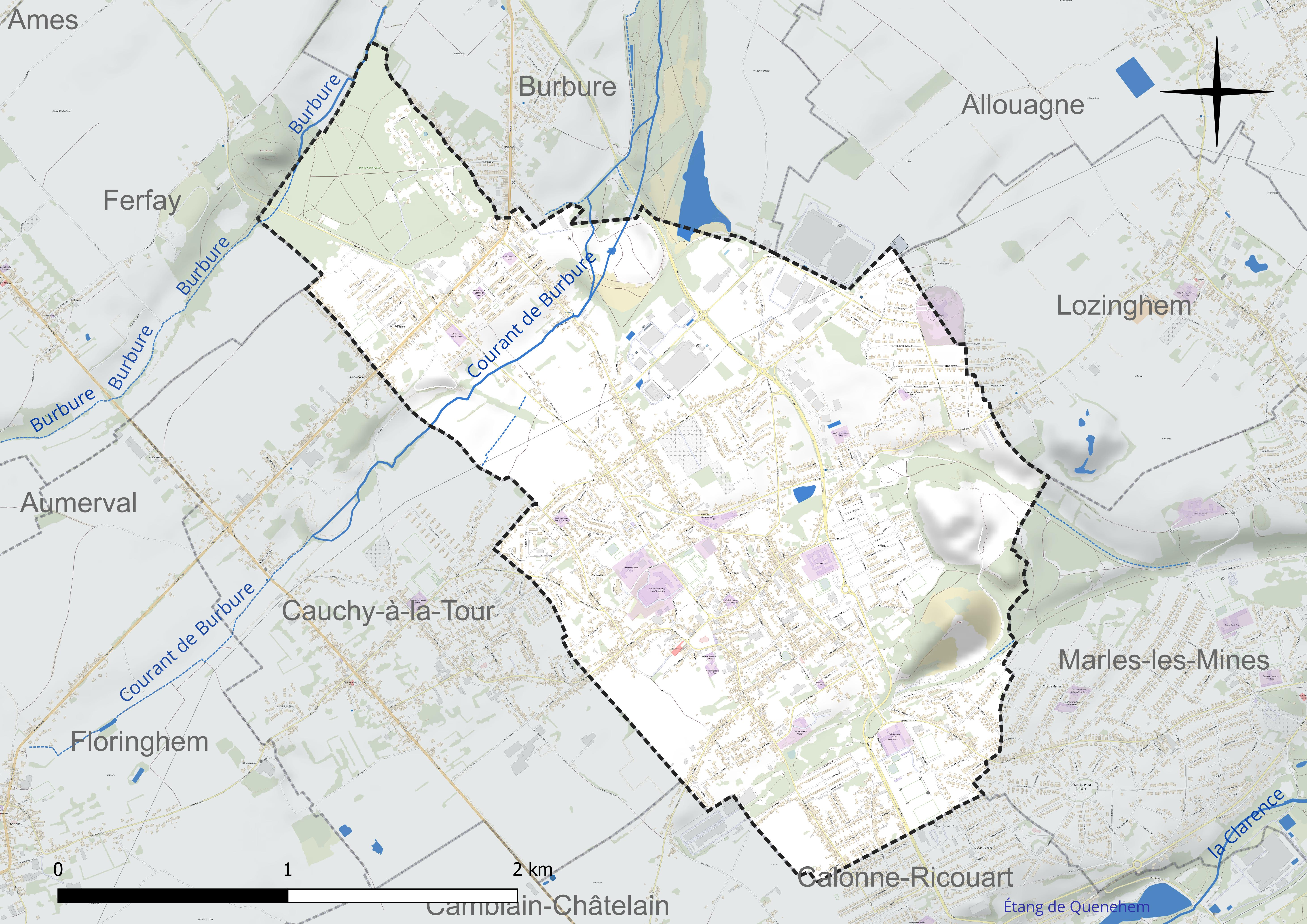
Réseau hydrographique d'Auchel.

### Climat
Pour des articles plus généraux, voir Climat des Hauts-de-France et Climat du Pas-de-Calais.
En 2010, le climat de la commune est de type climat océanique altéré, selon une étude du CNRS s'appuyant sur une série de données couvrant la période 1971-2000. En 2020, Météo-France publie une typologie des climats de la France métropolitaine dans laquelle la commune est exposée à un climat océanique et est dans la région climatique Côtes de la Manche orientale, caractérisée par un faible ensoleillement (1 550 h/an) ; forte humidité de l’air (plus de 20 h/jour avec humidité relative > 80 % en hiver), vents forts fréquents.
Pour la période 1971-2000, la température annuelle moyenne est de 10,3 °C, avec une amplitude thermique annuelle de 13,4 °C. Le cumul annuel moyen de précipitations est de 847 mm, avec 12,7 jours de précipitations en janvier et 8,8 jours en juillet. Pour la période 1991-2020, la température moyenne annuelle observée sur la station météorologique la plus proche, située sur la commune de Lillers à 6 km à vol d'oiseau, est de 11,1 °C et le cumul annuel moyen de précipitations est de 731,5 mm,. Pour l'avenir, les paramètres climatiques de la commune estimés pour 2050 selon différents scénarios d'émission de gaz à effet de serre sont consultables sur un site dédié publié par Météo-France en novembre 2022.

### Milieux naturels et biodiversité

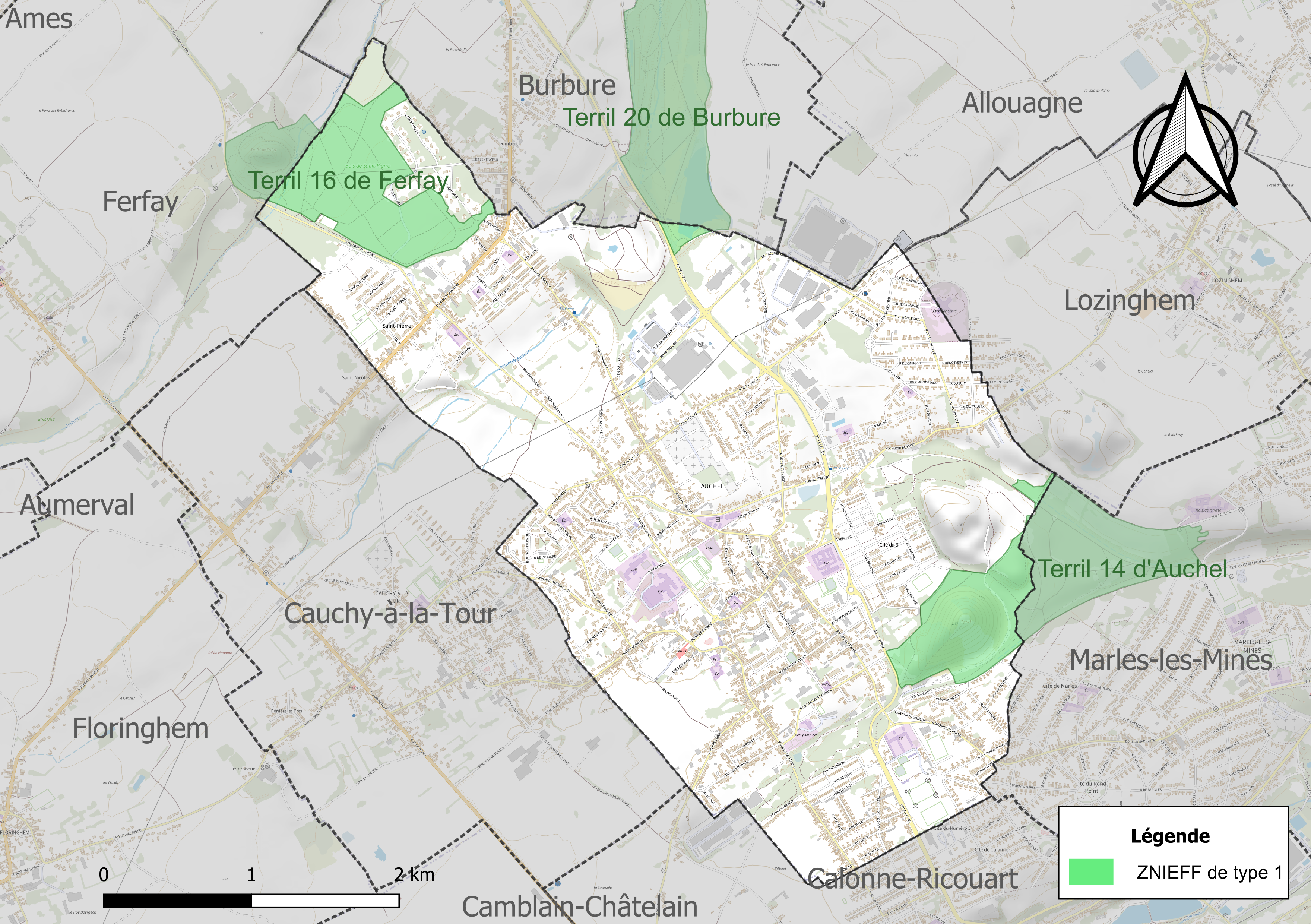
Carte des ZNIEFF sur la commune.

#### Zones naturelles d'intérêt écologique, faunistique et floristique
L’inventaire des zones naturelles d'intérêt écologique, faunistique et floristique (ZNIEFF) a pour objectif de réaliser une couverture des zones les plus intéressantes sur le plan écologique, essentiellement dans la perspective d’améliorer la connaissance du patrimoine naturel national et de fournir aux différents décideurs un outil d’aide à la prise en compte de l’environnement dans l’aménagement du territoire.
Le territoire communal comprend trois ZNIEFF de type 1 :
- le terril 14 d'Auchel. C’est un terril conique datant de 1876 et qui est un des derniers grands terrils coniques de l’extrémité occidentale du bassin minier[13] ;
- le terril 16 de Ferfay. Ce terril est situé en bordure des collines de l'Artois et dont l’édification date de 1855[14] ;
- le terril 20 de Burbure. Ce terril tabulaire date de 1870[15].

## Urbanisme

### Typologie
Au 1er janvier 2024, Auchel est catégorisée centre urbain intermédiaire, selon la nouvelle grille communale de densité à sept niveaux définie par l'Insee en 2022.
Elle appartient à l'unité urbaine de Béthune, une agglomération inter-départementale regroupant 94  communes, dont elle est une commune de la banlieue,,. 
Par ailleurs la commune fait partie de l'aire d'attraction d'Auchel - Lillers, dont elle est la commune-centre,. Cette aire, qui regroupe 29 communes, est catégorisée dans les aires de 50 000 à moins de 200 000 habitants,.

### Occupation des sols

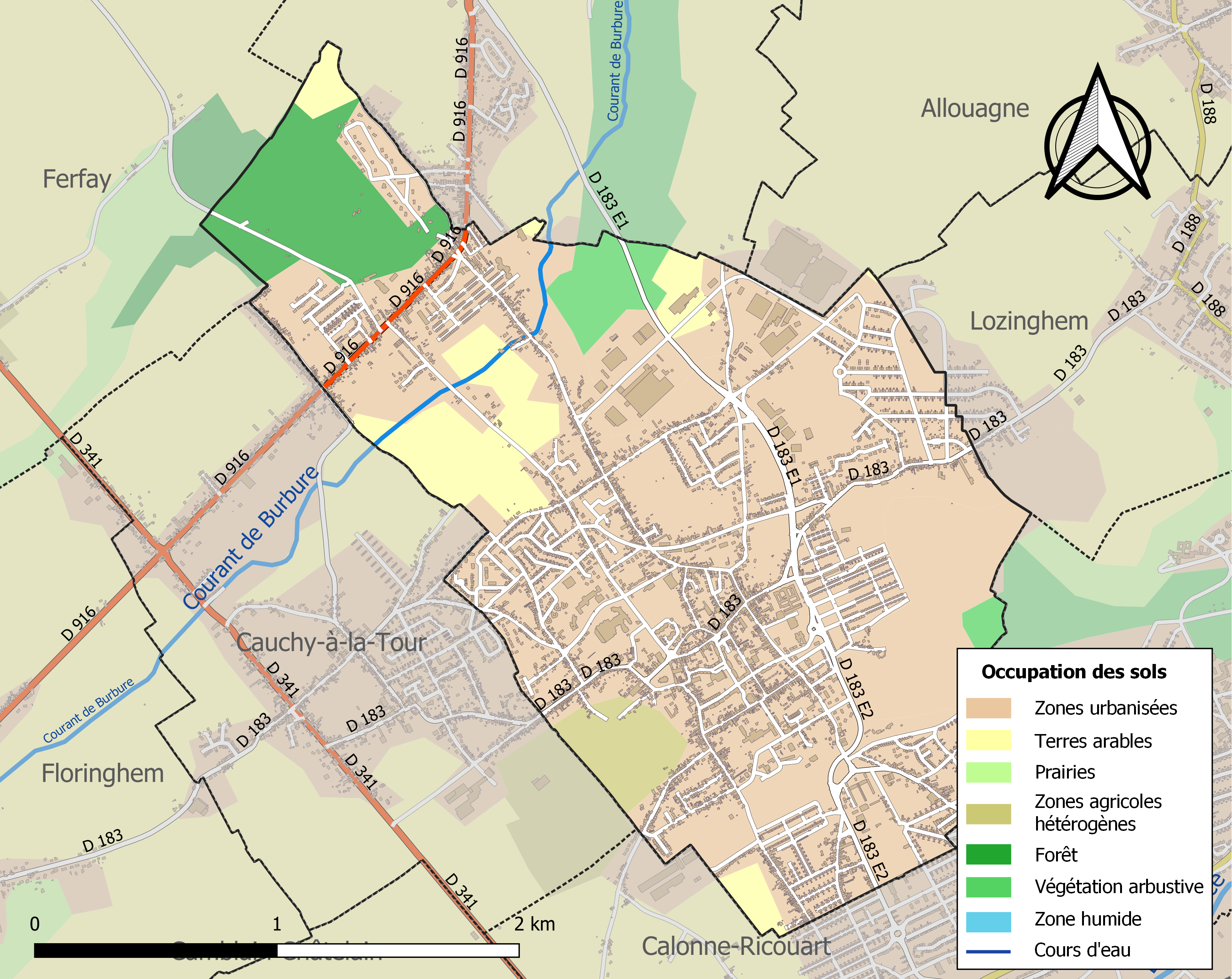
Carte des infrastructures et de l'occupation des sols de la commune en 2018 (CLC).

L'occupation des sols de la commune, telle qu'elle ressort de la base de données européenne d’occupation biophysique des sols Corine Land Cover (CLC), est marquée par l'importance des territoires artificialisés (79,8 % en 2018), en diminution par rapport à 1990 (82,8 %). 
La répartition détaillée en 2018 est la suivante : zones urbanisées (68,2 %), terres arables (7,7 %), mines, décharges et chantiers (7 %), forêts (6,9 %), zones industrielles ou commerciales et réseaux de communication (4,6 %), milieux à végétation arbustive et/ou herbacée (3,1 %), zones agricoles hétérogènes (2,6 %). 
L'évolution de l’occupation des sols de la commune et de ses infrastructures peut être observée sur les différentes représentations cartographiques du territoire : la carte de Cassini (XVIIIe siècle), la carte d'état-major (1820-1866) et les cartes ou photos aériennes de l'IGN pour la période actuelle (1950 à aujourd'hui).

### Logement
En 2021, le nombre total de logements dans la commune était de 4 917, alors qu'il était de 4 902 en 2016 et de 4 871 en 2011. 
Parmi ces logements, 86,7 % étaient des résidences principales, 0,3 % des résidences secondaires et 13 % des logements vacants. Ces logements étaient pour 80,1 % d'entre eux des maisons individuelles et pour 19,8 % des appartements. 
Le tableau ci-dessous présente la typologie des logements à Auchel en 2021 en comparaison avec celle du Pas-de-Calais et de la France entière. Une caractéristique marquante du parc de logements est ainsi la faible proportion des résidences secondaires et logements occasionnels (0,3 %) par rapport au département (6,5 %) et à la France entière (9,7 %) ainsi que d'une proportion de logements vacants (13 %) inférieure à celle du département (7,3 %) et de la France entière (8,1 %).

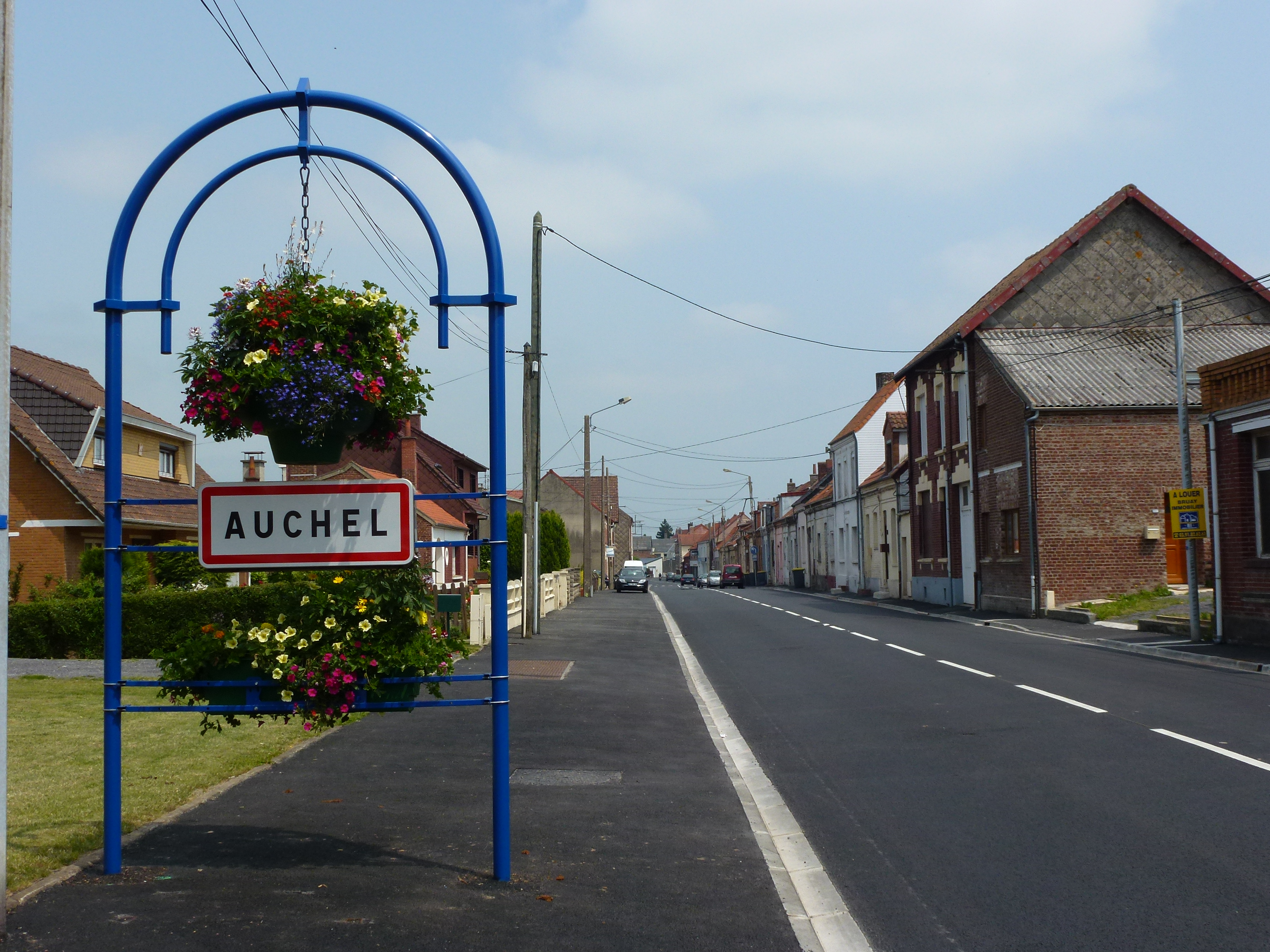

| Typologie                                               | Auchel | Pas-de-Calais | France entière |
| ------------------------------------------------------- | ------ | ------------- | -------------- |
| Résidences principales (en %)                           | 86,7   | 86,1          | 82,2           |
| Résidences secondaires et logements occasionnels (en %) | 0,3    | 6,5           | 9,7            |
| Logements vacants (en %)                                | 13     | 7,3           | 8,1            |

## Toponymie
Le nom de la localité est attesté sous les formes Alceel en 1081 ; Alcehel en 1104 ; Auceel en 1219 ; Auchiel en 1222 ; Auchel en 1262 ; Aucel en 1268 ; Auchoel en 1270 ; Aucheel en 1278 ; Aucheul en 1310 ; Auciel en 1311 ; Auchel lez Pernes en 1412 ; Auchel en 1793 et Auchel depuis 1801.

## Histoire

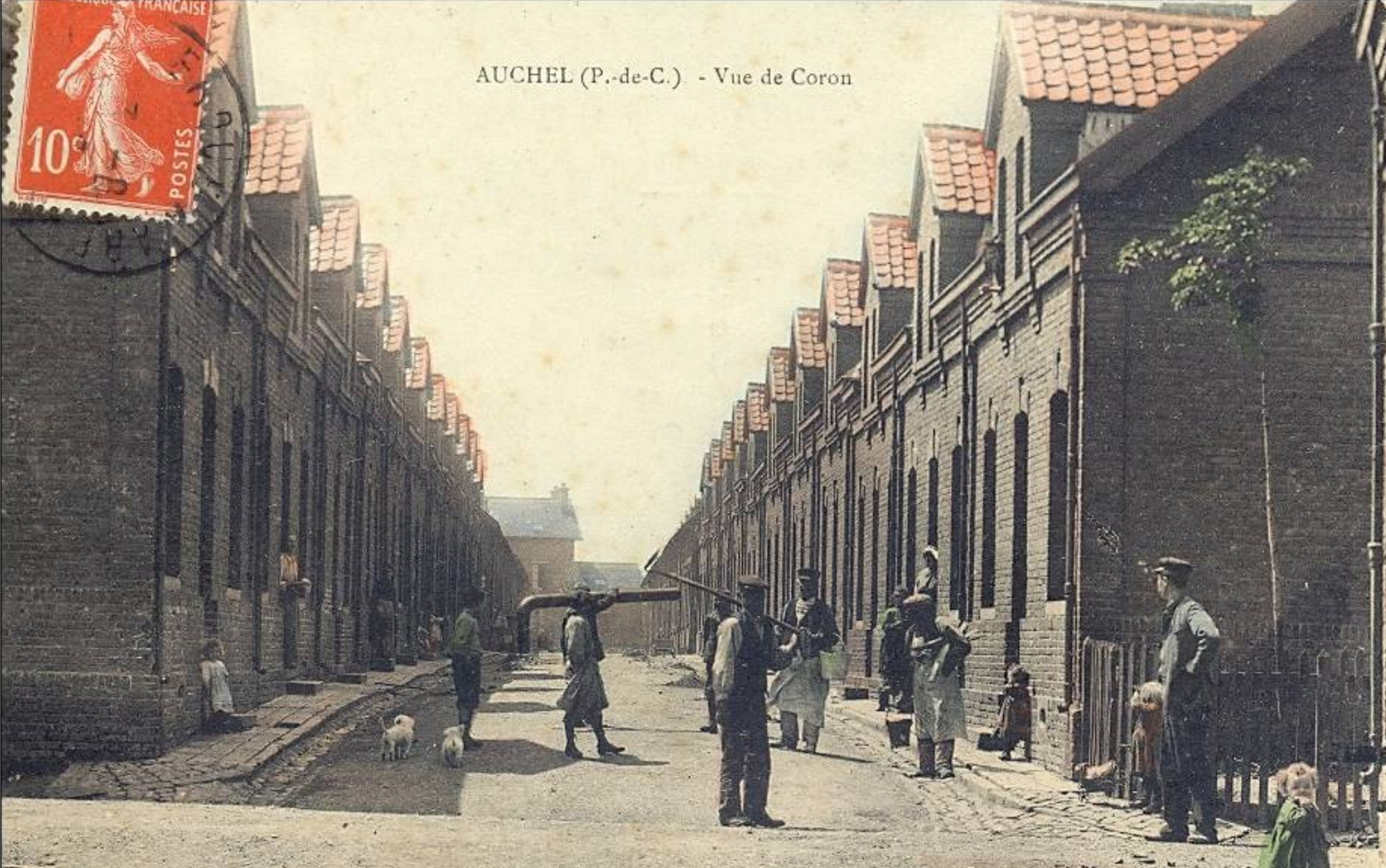
Les corons.

Au XIVe siècle et au XVe siècle la seigneurie d'Auchel appartenait à la maison de Bournonville.
Le territoire dépendit de la famille d'Olhain au XVe siècle puis de la famille de Béthune au XVIIIe siècle.
Découverte d'un gisement houiller en 1851.
Pendant la première guerre mondiale, le président de la république Raymond Poincaré de passage à Auchel et à Bruay lance le mot d'ordre « Produire plus ».
Cette ancienne commune minière a frôlé les 15 000 habitants dans les années 1950.
La récession charbonnière à la fin des années 1960 dans le secteur a amené un « plan de reconversion », accompagnant l'implantation à faible coût pour les dirigeants d'entreprises de différentes enseignes industrielles dans des secteurs variés à la fin des années 1960, comme la très connue famille Dewavrin ayant fait fortune dans le textile (Auchelaine, groupe Dewavrin).
D'autres groupes ou entreprises se sont installés : fabrication de tapis (Levasseur), industrie automobile (sous-traitance de Peugeot, Citroën : Faurecia), fabrication de sacs en plastique (Jet Sac), entreprise de Bâtiment Travaux Publics (Desquesnes), Coustenoble, Douez-Lambin...
L'activité économique était encore florissante durant les années 1980 avec la création de plusieurs centaines d'emplois, sous l'égide du Sénateur-Maire Jean-Luc Bécart, Président du Syndicat d'Aménagement des Zones Industrielles d'Auchel-Lillers. La tendance s'inverse depuis les années 2000, où le bassin d'emploi se désertifie à la suite des délocalisations, « plans sociaux », forçant les salariés, et notamment les jeunes, à chercher du travail ailleurs (perte de Dewavrin-Auchelaine, suppressions d'emplois chez Faurecia). Le taux de pauvreté de la ville atteint alors 31 % en 2019, le double du taux national, et presque la moitié de la population vit dans un quartier prioritaire.
La commune est décorée de la croix de guerre 1914-1918 par décret du 23 septembre 1920, distinction également attribuée à 276 autres communes du Pas-de-Calais.

## Politique et administration

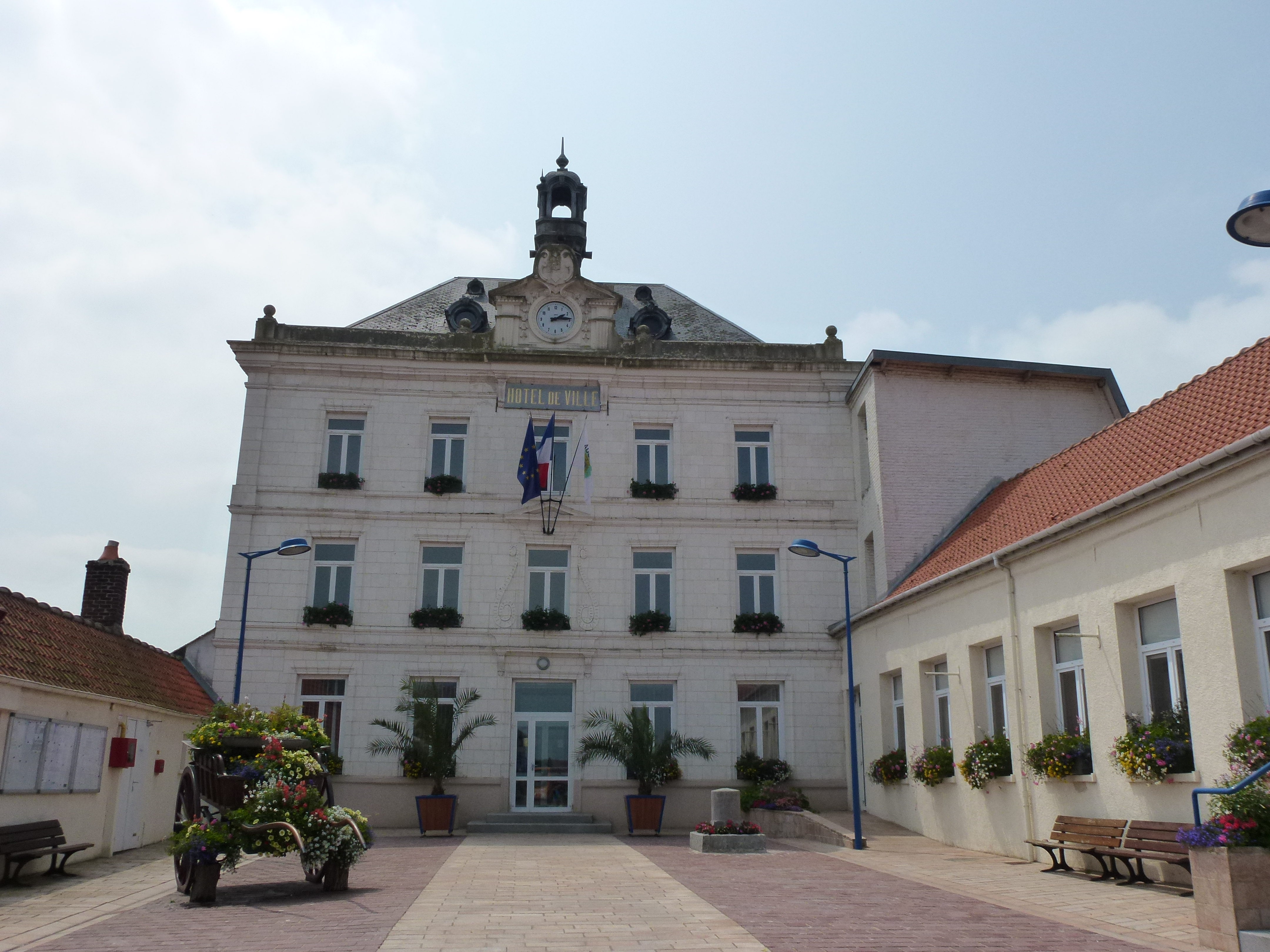
La mairie.

### Découpage territorial
La commune se trouve  dans l'arrondissement de Béthune du département du Pas-de-Calais.

#### Commune et intercommunalités
Beaucoup d'actions sont décidées et menées au niveau local par les établissements publics de coopération intercommunale (EPCI) comme les syndicats intercommunaux à vocation unique ou multiple, ou communautés d'agglomérations, auxquels la commune a transféré certaines de ses compétences.
La commune était membre de la communauté d'agglomération de l'Artois, dite  Artois Comm. Béthune-Bruay, créée fin 2001.
Celle-ci  fusionne avec les communautés de communes Artois-Lys et Artois-Flandres pour former, le 1er janvier 2017, la Communauté d'agglomération de Béthune-Bruay, Artois-Lys Romane dont la commune est désormais membre. Cette communauté d'agglomération regroupe 100 communes et totalise 275 327 habitants en 2021.
En 2025, la commune est également membre : 
- du Syndicat intercommunal à vocation multiple (SIVOM ) de la communauté du Béthunois ;
- du SIVOM de la communauté du Bruaysis ;
- de la Fédération Départementale d’Énergie du Pas-de-Calais.

#### Circonscriptions administratives
La commune faisait partie de 1801 à 1984 du canton de Norrent-Fontes, année où elle devient  le chef-lieu du canton d'Auchel. Dans le cadre du redécoupage cantonal de 2014 en France, cette circonscription administrative territoriale a disparu, et le canton n'est plus qu'une circonscription électorale.

#### Circonscriptions électorales
Pour les élections départementales, la commune est  depuis 2014 le bureau centralisateur d'un nouveau canton d'Auchel réduit de dix à neuf communes.
Pour l'élection des députés, la commune fait partie depuis 2012 de la huitième circonscription du Pas-de-Calais.

### Élections municipales et communautaires
Compte tenu de la population de la ville, son conseil municipal est composé de 33 membres, dont un maire, plusieurs adjoints, et des conseillers municipaux (majorité et opposition).

#### Élections municipales 2020
- Maire sortant : Philibert Berrier (DVD)
- 33 sièges à pourvoir au conseil municipal (population légale 2017 : 10 291 habitants)
- 4 sièges à pourvoir au conseil communautaire (CA de Béthune-Bruay, Artois-Lys Romane)

|                |                    |                |              |              |        |        |  |  |  |
| Tête de liste  | Tête de liste      | Liste          | Premier tour | Premier tour | Sièges | Sièges |  |  |  |
| Tête de liste  | Tête de liste      | Liste          | Voix         | %            | CM     | CC     |  |  |  |
|                | Philibert Berrier, | DVC            | 1 650        | 57,47        | 27     | 4      |  |  |  |
|                | Bérangère Roger    | SE             | 431          | 15,01        | 2      | 0      |  |  |  |
|                | Bruno Roux         | DVC            | 403          | 14,04        | 2      | 0      |  |  |  |
|                | Jeannot Évrard     | DVD            | 387          | 13,48        | 2      | 0      |  |  |  |
|                |                    |                |              |              |        |        |  |  |  |
| Inscrits       | Inscrits           | Inscrits       | 7 522        | 100,00       |        |        |  |  |  |
| Abstentions    | Abstentions        | Abstentions    | 4 567        | 60,72        |        |        |  |  |  |
| Votants        | Votants            | Votants        | 2 955        | 39,28        |        |        |  |  |  |
| Blancs et nuls | Blancs et nuls     | Blancs et nuls | 84           | 2,84         |        |        |  |  |  |
| Exprimés       | Exprimés           | Exprimés       | 2 871        | 38,17        |        |        |  |  |  |

#### Liste des maires
| Période                                  | Période                     | Identité                             | Étiquette    | Qualité |
| ---------------------------------------- | --------------------------- | ------------------------------------ | ------------ | --- |
| Les données manquantes sont à compléter. |                             |                                      |              | |
|                                          |                             |                                      |              | |
| 1792                                     | 1794                        | Jean-Baptiste Grard[réf. nécessaire] |              | |
|                                          |                             |                                      |              | |
| mai 1884                                 | juillet 1890                | Albin Hernu                          | Républicain  | Docteur en médecine Conseiller général de Norrent-Fontes (1889 → 1913) |
|                                          |                             |                                      |              | |
| août 1901                                | 1909                        | Albin Hernu,                         | Républicain  | Docteur en médecine Conseiller général de Norrent-Fontes (1889 → 1913) Chevalier de la Légion d'honneur                                                                                            |
|                                          |                             |                                      |              | |
| 1912                                     | 1925                        | Charles Dupont,                      | Rad.         | Pharmacien Conseiller général de Norrent-Fontes (1913 → 1919) Conseiller d'arrondissement (1910 → 1913)                                                                                            |
| mai 1925                                 | octobre 1930                | Justin Chrétien                      | SFIO         | Employé Mort en fonction |
| novembre 1930                            | juillet 1941                | Abel Decobert                        | SFIO         | Ouvrier mineur puis commerçant Conseiller d'arrondissement (1931 → 1940) Démissionnaire |
|                                          |                             |                                      |              | |
| 1944                                     | 1945                        | Abel Decobert                        | SFIO         | Ouvrier mineur puis commerçant |
| 1945                                     | 1947                        | Jules Fréville                       |              | |
| 1947                                     | mars 1977                   | Fernand Dégrugillier,                | FGDS puis PS | Docteur en pharmacie |
| mars 1977                                | décembre 1994               | Jean-Luc Bécart                      | PCF          | Conseiller technique Sénateur du Pas-de-Calais (1984 → 2001) Conseiller régional (1979 → 1992) Conseiller général d'Auchel (1985 → 2001) Président du District de la région d'Auchel (1977 → 1985) |
| juin 1995                                | mars 2001                   | Jean-Louis Paquet                    | PCF          | Supplée de décembre 1994 à juin 1995 Jean-Luc Bécart, incarcéré |
| mars 2001                                | mars 2018,                  | Richard Jarrett,                     | DVD puis UDI | Médecin Conseiller général d'Auchel (2001 → 2008) Mort en fonction le 6 mars 2018 |
| mars 2018                                | avril 2025                  | Philibert Berrier                    | DVD          | Ancien commandant de police Démissionnaire |
| avril 2025                               | En cours (au 29 avril 2025) | Nicolas Carré                        |              | Ancien adjoint au maire chargé du développement économique |

### Autres élections
Lors de l'élection présidentielle de 2022, les électeurs de la commune se sont exprimés à 71,39 % pour Marine Le Pen et à 28,61 % pour Emmanuel Macron, puis aux élections européennes du 9 juin 2024 à 60,72 % pour la liste du Rassemblement national.

### Jumelages
La commune est jumelée avec :
| Ville | Ville        | Pays | Pays        | Période     |
| ----- | ------------ | ---- | ----------- | ----------- |
|       | Iserlohn     |      | Allemagne   | depuis 1966 |
|       | Túrkeve      |      | Hongrie     | depuis 2003 |
|       | West Malling |      | Royaume-Uni | depuis 1983 |

## Équipements et services publics

### Espaces publics
Auchel est une ville qui compte quelques espaces verts : les fosses du 3 et du 5 ont laissé place, au milieu des années 1990, à d'importants parcs à la suite de la volonté municipale d'améliorer le cadre de vie et l'environnement de la population.
Le Bois de St Pierre est un espace de détente, comprenant un parcours santé et des aménagements pour les plus jeunes.

### Justice, sécurité, secours et défense
La commune dépend du tribunal judiciaire de Béthune, du conseil de prud'hommes de Béthune, de la cour d'appel de Douai, du tribunal de commerce d'Arras, du tribunal administratif de Lille, de la cour administrative d'appel de Douai et du tribunal pour enfants de Béthune.

## Population et société

### Démographie
Les habitants de la commune sont appelés les Auchellois.

#### Évolution démographique
L'évolution du nombre d'habitants est connue à travers les recensements de la population effectués dans la commune depuis 1793. Pour les communes de plus de 10 000 habitants les recensements ont lieu chaque année à la suite d'une enquête par sondage auprès d'un échantillon d'adresses représentant 8 % de leurs logements, contrairement aux autres communes qui ont un recensement réel tous les cinq ans,.

En 2022, la commune comptait 10 124 habitants, en évolution de −3,05 % par rapport à 2016 (Pas-de-Calais : −0,72 %, France hors Mayotte : +2,11 %).
| 1793 | 1800 | 1806 | 1821 | 1831 | 1836 | 1841 | 1846 | 1851 |
| ---- | ---- | ---- | ---- | ---- | ---- | ---- | ---- | ---- |
| 552  | 359  | 561  | 580  | 627  | 670  | 664  | 649  | 625  |

| 1856 | 1861  | 1866  | 1872  | 1876  | 1881  | 1886  | 1891  | 1896  |
| ---- | ----- | ----- | ----- | ----- | ----- | ----- | ----- | ----- |
| 875  | 1 222 | 1 941 | 2 832 | 4 230 | 4 262 | 5 359 | 7 262 | 7 695 |

| 1901  | 1906   | 1911   | 1921   | 1926   | 1931   | 1936   | 1946   | 1954   |
| ----- | ------ | ------ | ------ | ------ | ------ | ------ | ------ | ------ |
| 9 094 | 11 075 | 12 273 | 14 539 | 13 386 | 13 623 | 13 192 | 14 168 | 14 828 |

| 1962   | 1968   | 1975   | 1982   | 1990   | 1999   | 2006   | 2011   | 2016   |
| ------ | ------ | ------ | ------ | ------ | ------ | ------ | ------ | ------ |
| 14 412 | 14 091 | 13 329 | 12 535 | 11 813 | 11 392 | 11 341 | 10 993 | 10 443 |

| 2021   | 2022   | - | - | - | - | - | - | - |
| ------ | ------ | - | - | - | - | - | - | - |
| 10 062 | 10 124 | - | - | - | - | - | - | - |

#### Pyramide des âges
La population de la commune est relativement jeune.
En 2018, le taux de personnes d'un âge inférieur à 30 ans s'élève à 39,2 %, soit au-dessus de la moyenne départementale (36,7 %). À l'inverse, le taux de personnes d'âge supérieur à 60 ans est de 25,1 % la même année, alors qu'il est de 24,9 % au niveau départemental.
En 2018, la commune comptait 4 967 hommes pour 5 432 femmes, soit un taux de 52,24 % de femmes, légèrement supérieur au taux départemental (51,5 %).
Les pyramides des âges de la commune et du département s'établissent comme suit.
| Hommes | Classe d’âge | Femmes |
| ------ | ------------ | ------ |
| 0,8    | 90 ou +      | 1,8    |
| 5,7    | 75-89 ans    | 10,5   |
| 15,5   | 60-74 ans    | 15,7   |
| 18,0   | 45-59 ans    | 17,7   |
| 18,5   | 30-44 ans    | 17,2   |
| 20,4   | 15-29 ans    | 17,0   |
| 21,1   | 0-14 ans     | 20,1   |

| Hommes | Classe d’âge | Femmes |
| ------ | ------------ | ------ |
| 0,5    | 90 ou +      | 1,6    |
| 5,6    | 75-89 ans    | 8,9    |
| 16,7   | 60-74 ans    | 18,1   |
| 20,2   | 45-59 ans    | 19,2   |
| 18,9   | 30-44 ans    | 18,1   |
| 18,2   | 15-29 ans    | 16,2   |
| 19,9   | 0-14 ans     | 17,9   |

### Sports et loisirs
Plusieurs terrains d'évolution sportive existent sur le territoire de la commune : le complexe sportif Jacques Secrétin cité 5 inauguré dans les années 1990 (comprenant stade de foot, terrain cendré, salle de tennis, de tennis de table), le stade Basly qui jouxte la piscine municipale datant des années 1960 et rénovée ultérieurement.
Pierre Waché, originaire de la commune, est nommé en 2018 directeur technique de l'écurie Red Bull Racing en Formule 1.

## Économie

### Revenus de la population et fiscalité
En 2021, la commune compte 4 253 ménages fiscaux, regroupant 9 815 personnes.
Le revenu fiscal médian par ménage, le taux de pauvreté des ménages et la part des ménages fiscaux imposés de la commune, du département du Pas-de-Calais et de la métropole sont les suivants :
- le revenu fiscal médian par ménage de la commune est de 17 050 €, inférieur à celui du département du Pas-de-Calais (20 720 €) et inférieur à celui de la France métropolitaine (23 080 €)[Insee 1],[Insee 2],[Insee 3] ;
- le taux de pauvreté des ménages de la commune est de 30 %, de 18,4 % au niveau du département et de 14,9 % au niveau de la métropole[Insee 4],[Insee 5],[Insee 6] ;
- la part des ménages fiscaux imposés dans la commune est de 29 %, de 44,1 % au niveau du département et de 53,4 % au niveau de la métropole[Insee 1],[Insee 2],[Insee 3].

### Emploi
|                       | 2010   | 2015   | 2021   |
| --------------------- | ------ | ------ | ------ |
| Commune               | 26,0 % | 27,7 % | 23,5 % |
| Département           | 15,4 % | 17,7 % | 14,7 % |
| France métropolitaine | 11,6 % | 13,7 % | 11,7 % |

En 2021, la population âgée de 15 à 64 ans s'élève à 5 974 personnes, parmi lesquelles on compte 65,0 % d'actifs (49,7 % ayant un emploi et 15,3 % de chômeurs) et 35,0 % d'inactifs,. En 2021, le taux de chômage communal (au sens du recensement) des 15-64 ans est supérieur à celui du département et supérieur à celui de la France métropolitaine.
La commune est la commune-centre de l'aire d'attraction d'Auchel - Lillers,. Elle compte 2 762 emplois en 2021, contre 2 618 en 2015 et 3 051 en 2010. Le nombre d'actifs ayant un emploi résidant dans la commune est de 3 001, soit un indicateur de concentration d'emploi de 92,0 et un taux d'activité parmi les 15 ans ou plus de 49,0 %.
Sur ces 3 001 actifs de 15 ans ou plus ayant un emploi, 715 travaillent dans la commune, soit 24 % des habitants. Pour se rendre au travail, 84,9 % des habitants utilisent une voiture, un camion ou une fourgonnette, 4,9 % les transports en commun, 7,1 % s'y rendent en deux-roues, à vélo ou à pied et 3,2 % n'ont pas besoin de transport (travail au domicile).

### Entreprises et commerces
En 2021, l'entreprise Jet'Sac (groupe SPHERE depuis 1996) relocalise sa fabrication de tabliers en plastique.

#### Agriculture
La commune est dans le « Béthunois », une petite région agricole dans le département du Pas-de-Calais. En 2020, l'orientation technico-économique de l'agriculture  sur la commune est l'exploitation de grandes cultures (hors céréales et oléo-protéagineux). 
|               | 1988 | 2000 | 2010 | 2020 |
| ------------- | ---- | ---- | ---- | ---- |
| Exploitations | 7    | 4    | 3    | 2    |
| SAU (ha)      | 115  | 116  | 93   | 97   |

Le nombre d'exploitations agricoles en activité et ayant leur siège dans la commune est passé de 7 lors du recensement agricole de 1988  à 4 en 2000 puis à 3 en 2010 et enfin à 2 en 2020, soit une baisse de 71 %. La surface agricole utilisée sur la commune a également diminué, passant de 115 ha en 1988 à 97 ha en 2020. Parallèlement la surface agricole utilisée moyenne par exploitation a augmenté, passant de 16 à 49 ha,.

#### Activités hors agriculture
417 établissements marchands non agricoles sont économiquement actifs en 2022 à Auchel,,.
| Secteur d'activité                                                                                        | Commune | Commune | Département |
| Secteur d'activité                                                                                        | Nombre  | %       | %           |
| --- | ------- | ------- | ----------- |
| Ensemble                                                                                                  | 417     | 100 %   | (100 %)     |
| Industrie manufacturière, industries extractives et autres                                                | 32      | 7,7 %   | (6,8 %)     |
| Construction                                                                                              | 58      | 13,9 %  | (10,6 %)    |
| Commerce de gros et de détail, transports, hébergement et restauration                                    | 143     | 34,3 %  | (29,3 %)    |
| Information et communication                                                                              | 4       | 1,0 %   | (1,9 %)     |
| Activités financières et d'assurance                                                                      | 19      | 4,6 %   | (5,0 %)     |
| Activités immobilières                                                                                    | 8       | 1,9 %   | (4,9 %)     |
| Activités spécialisées, scientifiques et techniques et activités de services administratifs et de soutien | 27      | 6,5 %   | (14,2 %)    |
| Administration publique, enseignement, santé humaine et action sociale                                    | 72      | 17,3 %  | (16,8 %)    |
| Autres activités de services                                                                              | 54      | 12,9 %  | (10,5 %)    |

Le secteur du commerce de gros et de détail, transports, hébergement et restauration est prépondérant sur la commune puisqu'il représente 34,3 % du nombre total d'établissements de la commune (143 sur les 417 entreprises implantées  à Auchel), contre 29,3 % au niveau départemental. Par ailleurs, le secteur des activités spécialisées, scientifiques et techniques et activités de services administratifs et de soutien avec 6,5 % du nombre total d'établissements de la commune est inférieur à celui du département (14,2 %).

## Culture locale et patrimoine

### Lieux et monuments

#### Patrimoine mondial
Depuis le 30 juin 2012, la valeur universelle et historique du bassin minier du Nord-Pas-de-Calais est reconnue et inscrite sur la liste du patrimoine mondial l’UNESCO. Parmi les 353 sites, répartis sur 109 lieux inclus dans le périmètre du bassin minier, le site no 102 d'Auchel est formé par le terril conique no 14, 5 d'Auchel, issu de l'exploitation de la fosse no 5 - 5 bis - 5 ter des mines de Marles à Auchel ; le site no 103 est formé par la goutte de lait bâtie par la Compagnie des mines de Marles à Auchel près de la fosse no 5 - 5 bis - 5 ter ; le site no 104 est formé par le monument aux morts de la Compagnie des mines de Marles à Auchel. Il est érigé en 1926 et est l'œuvre du sculpteur Félix-Alexandre Desruelles ; le site no 105 est constitué de la cité de corons de Rimbert à Auchel, et de son école. Ces éléments ont été bâtis pour la fosse no 4 - 4 bis des mines de Marles,.

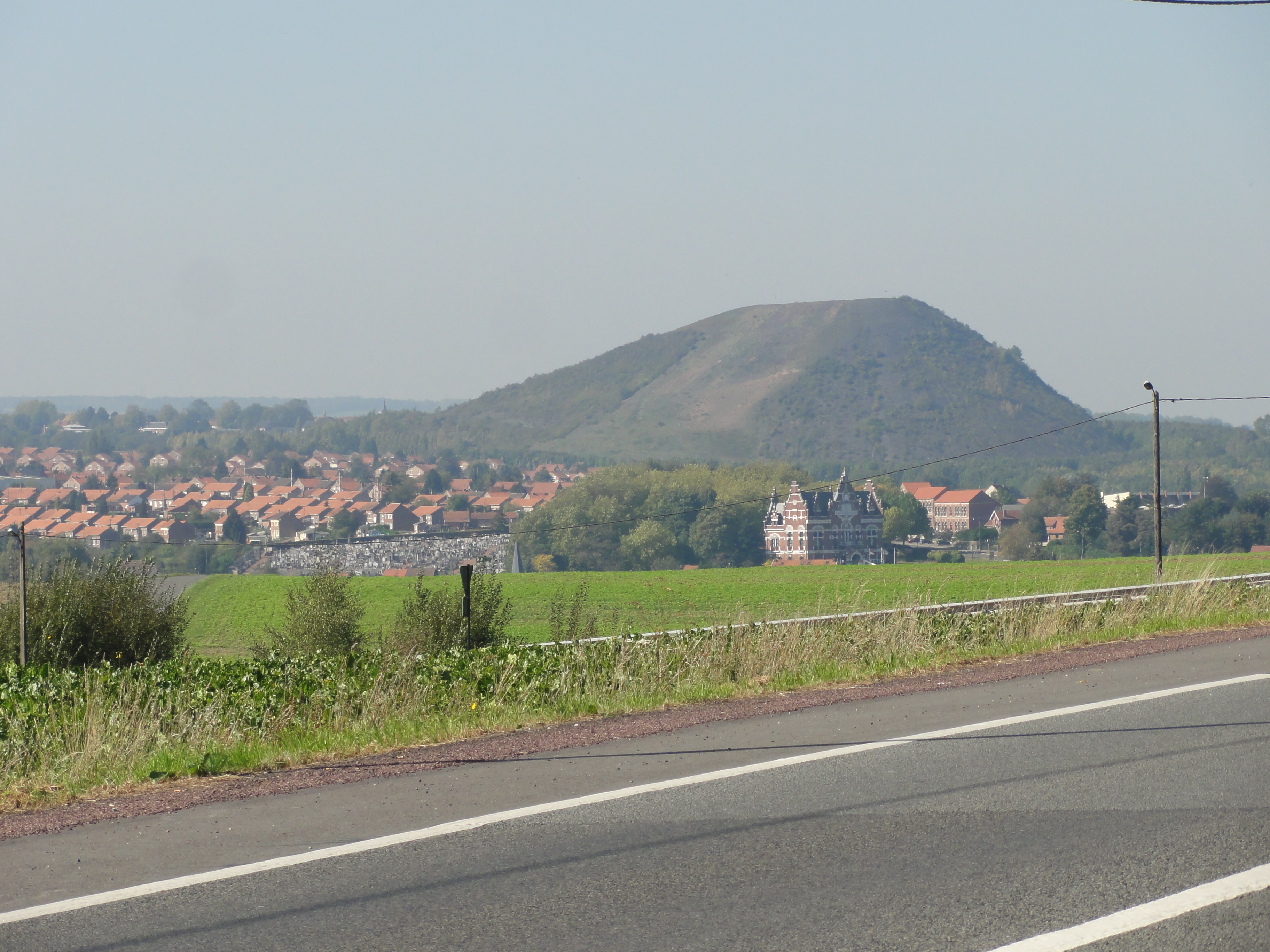
Le terril no 14.
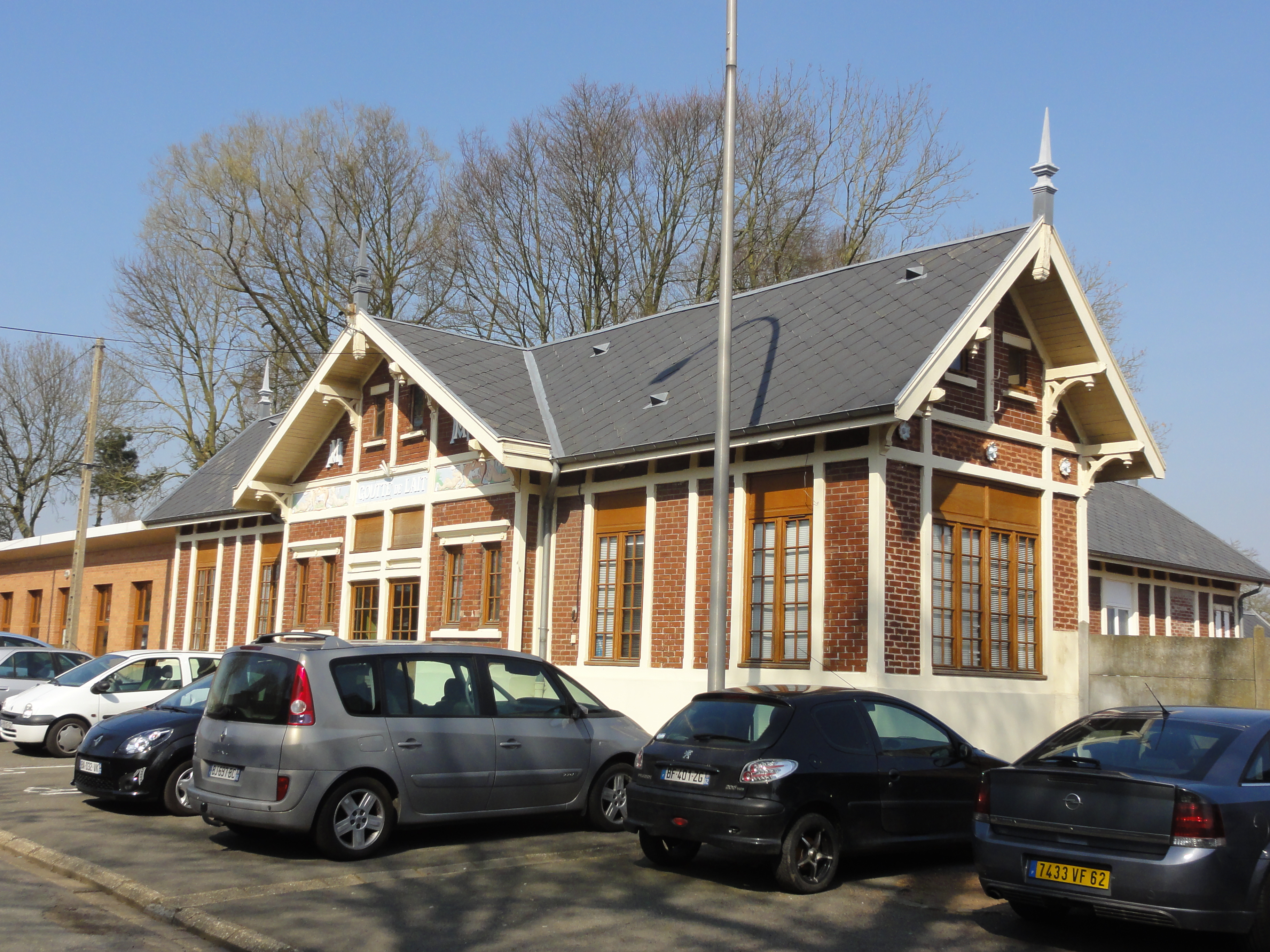
La goutte de lait.
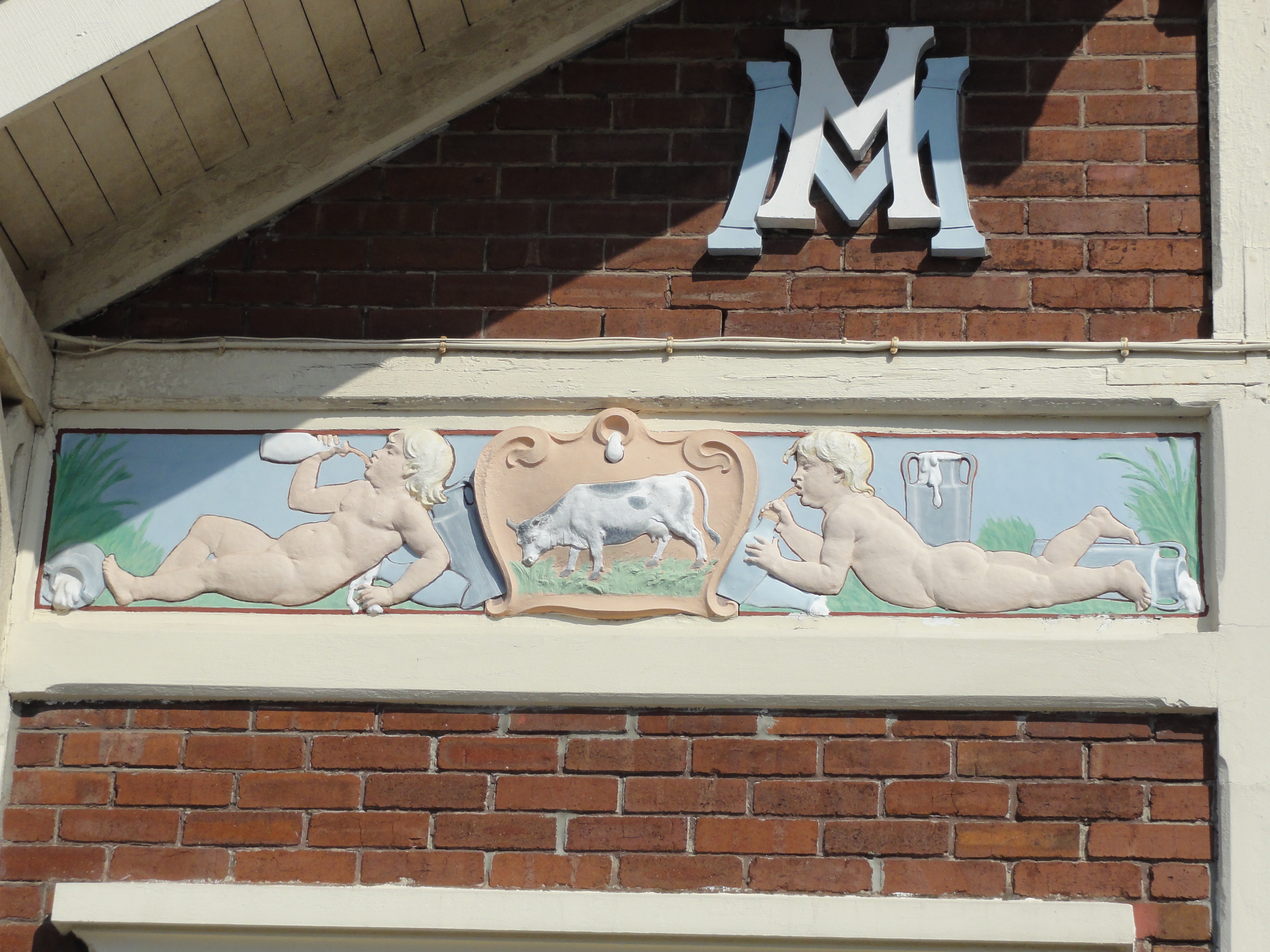
La goutte de lait.
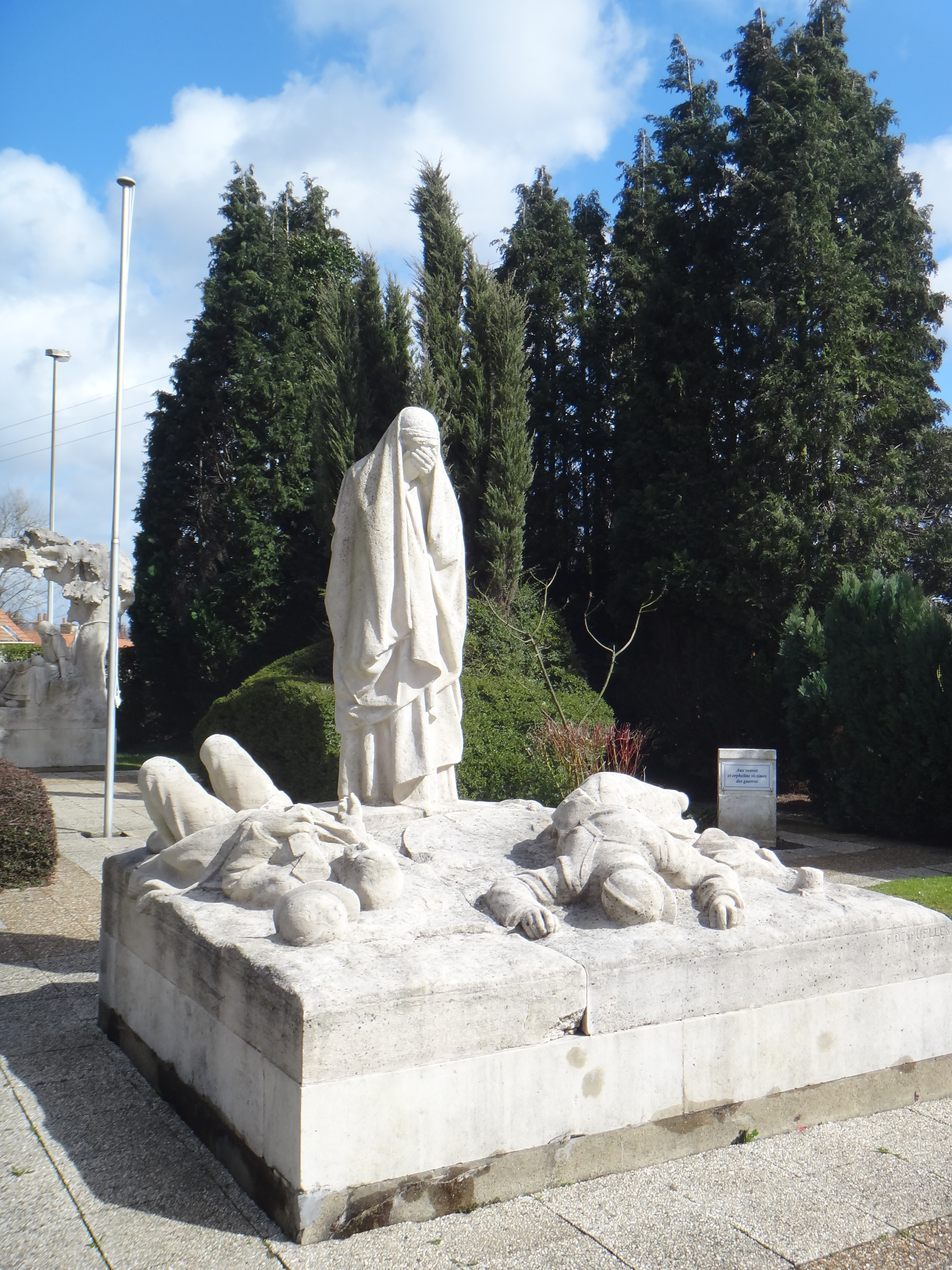
L'humanité se couvrant les yeux.

#### Monuments historiques
- La goutte de lait, ce bâtiment est inscrit au titre des monuments historiques depuis le 18 décembre 2009[60].
- Le monument aux morts, victimes de la Première Guerre mondiale. La particularité de ce monument tient au fait que contrairement à la plupart des sculptures patriotiques en France (un soldat, la revanche), le monument d'Auchel appelle à la paix et témoigne de l'activité ouvrière de la commune. Ce monument est inscrit au titre des monuments historiques depuis le 18 décembre 2009[61],[62].

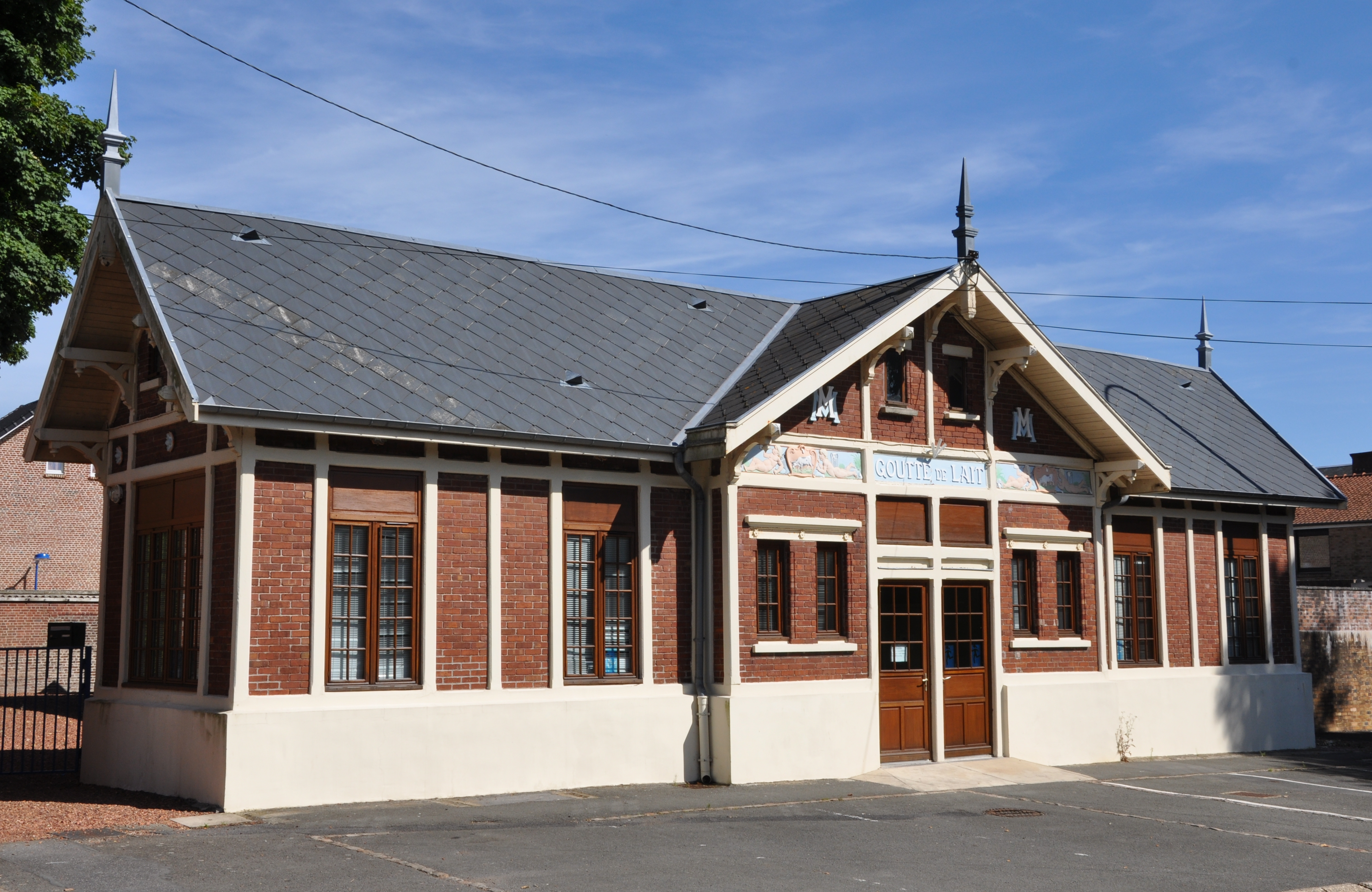
La goutte de lait.
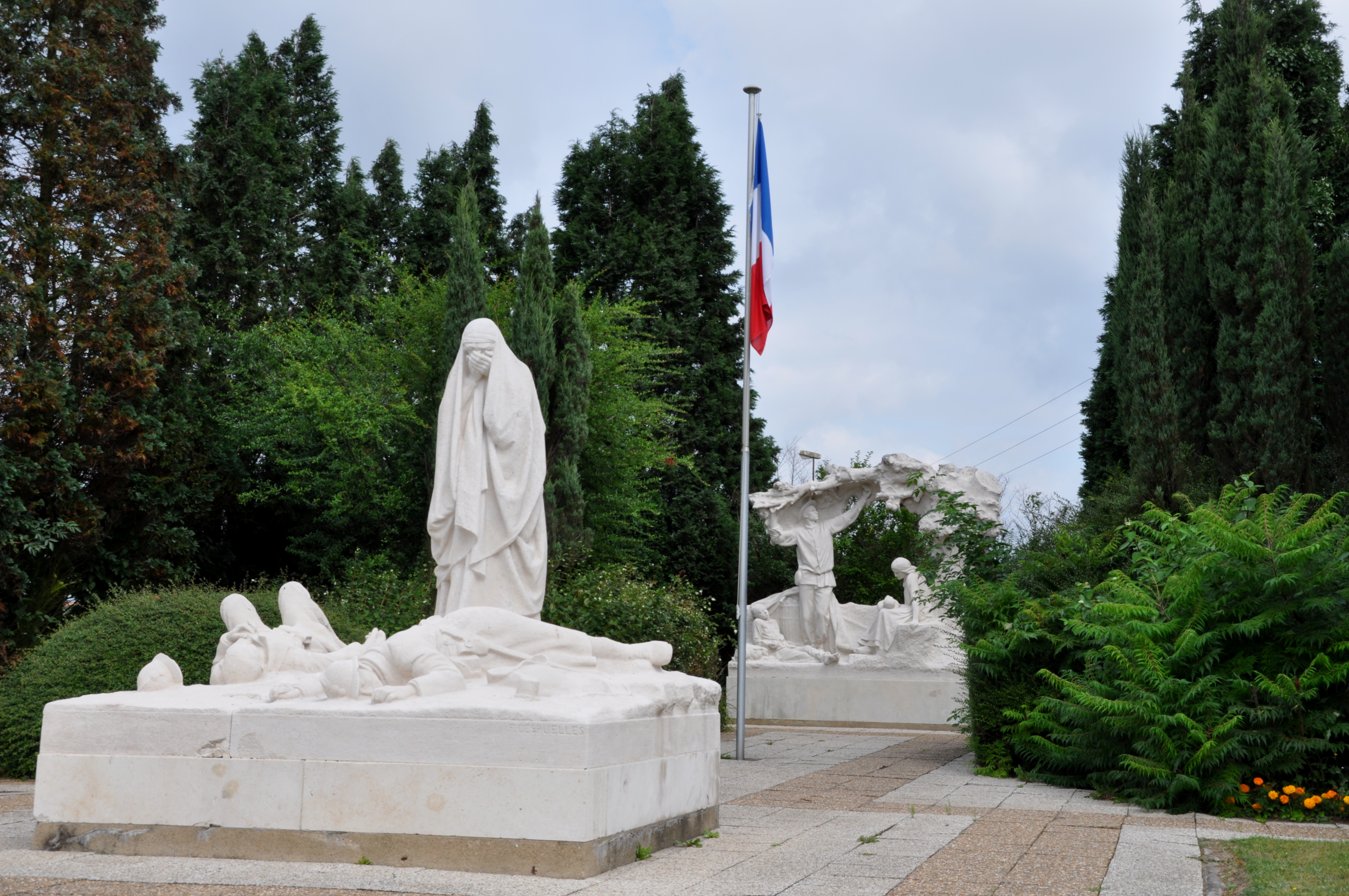
Le monument aux morts.

#### Autres lieux et monuments
- Le musée de la Mine.
- Le musée de la colombophilie d'Auchel.
- L'église Saint-Martin du XVe siècle.
- L'actuelle mairie du XVIe siècle ayant fait office de pensionnat pour jeunes filles.
- Le château (gentilhommière) abattue en 1985 à la suite de l’abandon des propriétaires.
- L’hôpital des mines (Sainte-Barbe).
- L'ancienne salle de gymnastique devenue salle des fêtes.
- L'ancienne mairie, place Jules-Guesde.
- Le commissariat d'Auchel, situé proche de la mairie.
- L'église Évangéliste Baptiste (temple) créé en 1890

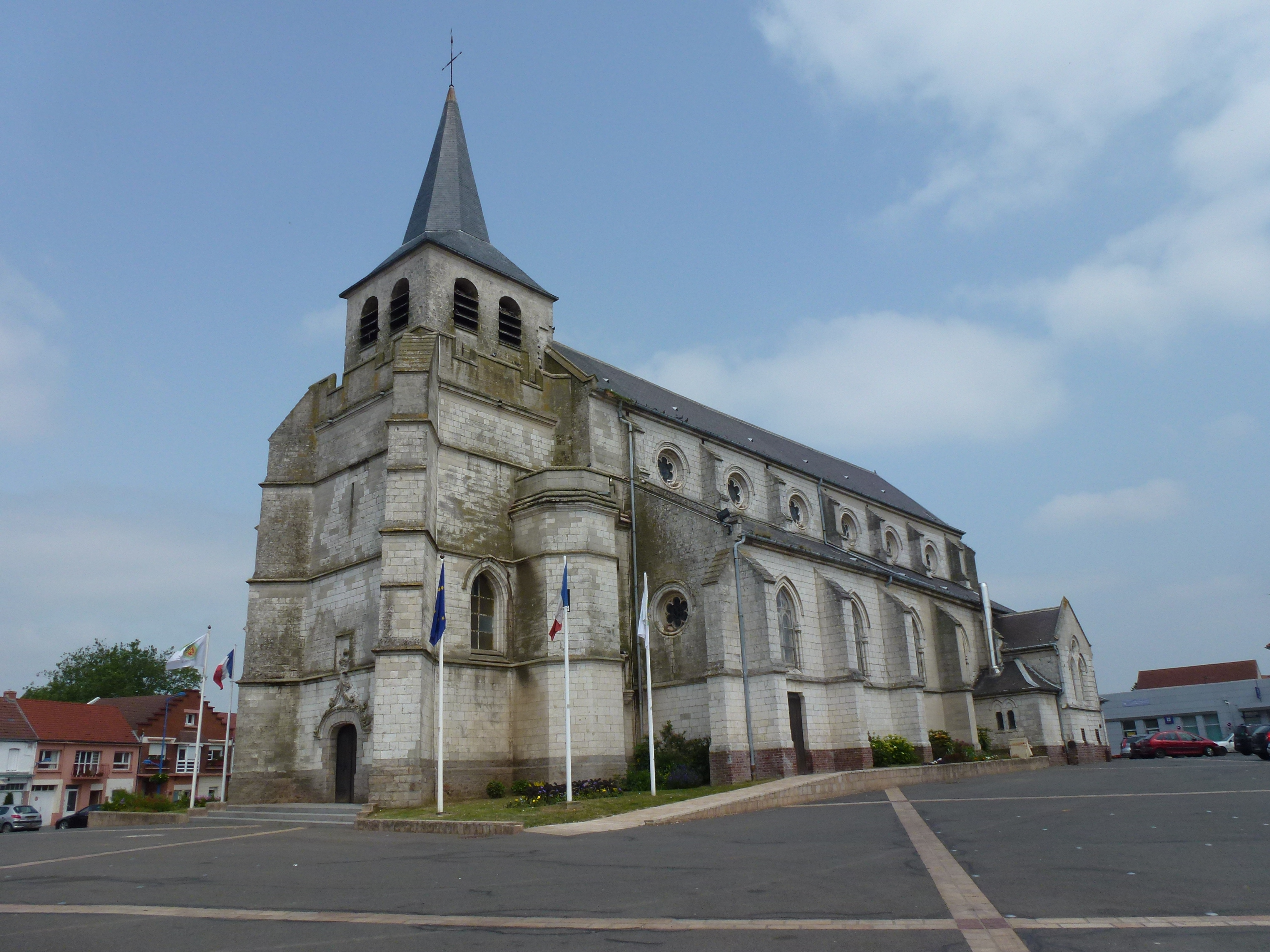
L'église Saint-Martin.
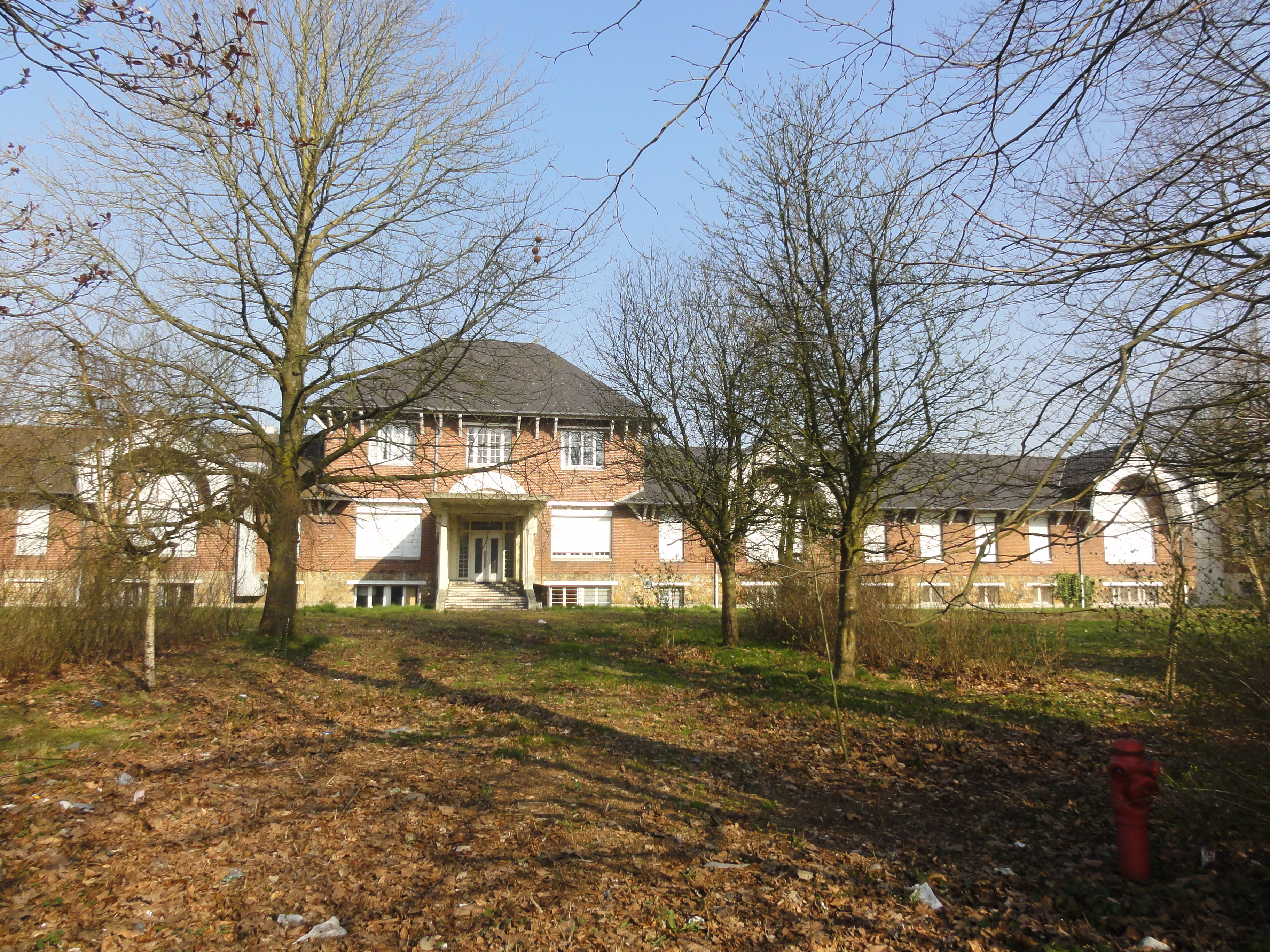
L’hôpital des mines.

### Personnalités liées à la commune
- Augustin Lesage (1876-1954), peintre français, né à Auchel.
- Maurice Hacot (1896-1976), soldat français célèbre pour avoir reçu la demande télégraphique d'armistice de la Première Guerre mondiale de la part des autorités allemandes, inhumé à Auchel.
- Jean Vincent (1930-2013), footballeur français formé à l'US Auchel.
- Fred Personne (1932-2014), acteur, né à Auchel.
- Félix Damette (1936-), géographe français, maître de conférences à l'université de Paris I et député européen (1979-1984), né à Auchel.
- Guy Dubois (1938-2024), écrivain et historien du bassin minier du Nord-Pas-de-Calais, y est né[63].
- Robert Tyrakowski (1944-2008), footballeur et entraîneur français formé à l'US Auchel.
- Xavier Beauvois (1967-), acteur, réalisateur et scénariste, né à Auchel.
- Pierre Laigle (1970-), footballeur français, né à Auchel.
- Pierre Deblock (1973-), footballeur français, né à Auchel.
- Arnaud Pouille, (1974-) directeur général du Racing Club de Lens, né à Auchel.
- Pierre Waché (1974-), ingénieur en sport mécanique, actuel directeur technique de Red Bull Racing en Formule 1, né à Auchel.
- Afida Turner (1976-), dite également Lesly Mess, chanteuse et ancienne participante à la saison 2 de Loft Story, née à Auchel.
- Jérémy Beccu (1990-), boxeur participant aux Jeux olympiques d'été de 2012, né à Auchel.
- Simon Denissel (1990-), athlète, coureur de demi-fond, né à Auchel.
- Lison Nowaczyk (2003-) nageuse participant aux Jeux olympiques d'été de 2024, née à Auchel.

### Auchel dans la littérature
Plusieurs romans ont leur histoire qui se déroule dans la commune :
- À Minuit les chiens cessent d'aboyer, Michael Moslonka, editions du Rifle
- En attendant les vers, Michael Moslonka, editions du Rifle.
- Le Label N, Jess Kaan, atelier Mosesu
- Punk Friction, Jess Kaan, éditions Lajouanie

### Héraldique
| Blason de Auchel | Blason  | Tranché : au 1er d'azur à la tour donjonnée d'or, maçonnée de sable, au 2e de gueules à deux pics de mineur passés en sautoir et une lampe de mineur brochant en cœur, le tout d'or ; à la bande d'or chargée de cinq losanges de sable, brochant sur la partition. |
| Blason de Auchel | Détails | Le statut officiel du blason reste à déterminer. |

## Pour approfondir

#### Bases de données, dictionnaires et encyclopédies
- Ressources relatives à la géographie :   - Insee (communes)
  - Ldh/EHESS/Cassini
- Ressource relative à plusieurs domaines :   - Annuaire du service public français
- Ressource relative aux organisations :   - data.gouv.fr
- Notices d'autorité :   - BnF (données)